# Choeroparnops fulvus
Choeroparnops fulvus är en insektsart som beskrevs av Carl August Dohrn 1888. Choeroparnops fulvus ingår i släktet Choeroparnops och familjen vårtbitare. Inga underarter finns listade i Catalogue of Life.